# Meranges
Meranges est une commune d'Espagne espagnole dans la communauté autonome de Catalogne, province de Gérone, de la comarque de Basse-Cerdagne.

## Géographie

### Localisation
Meranges est une commune située dans les Pyrénées, en Cerdagne.
Le territoire de la commune s'élève jusqu'aux lacs d'Engorgs et au puig Pedrós (2 915 mètres), l'une des plus hautes montagnes du secteur oriental des Pyrénées.

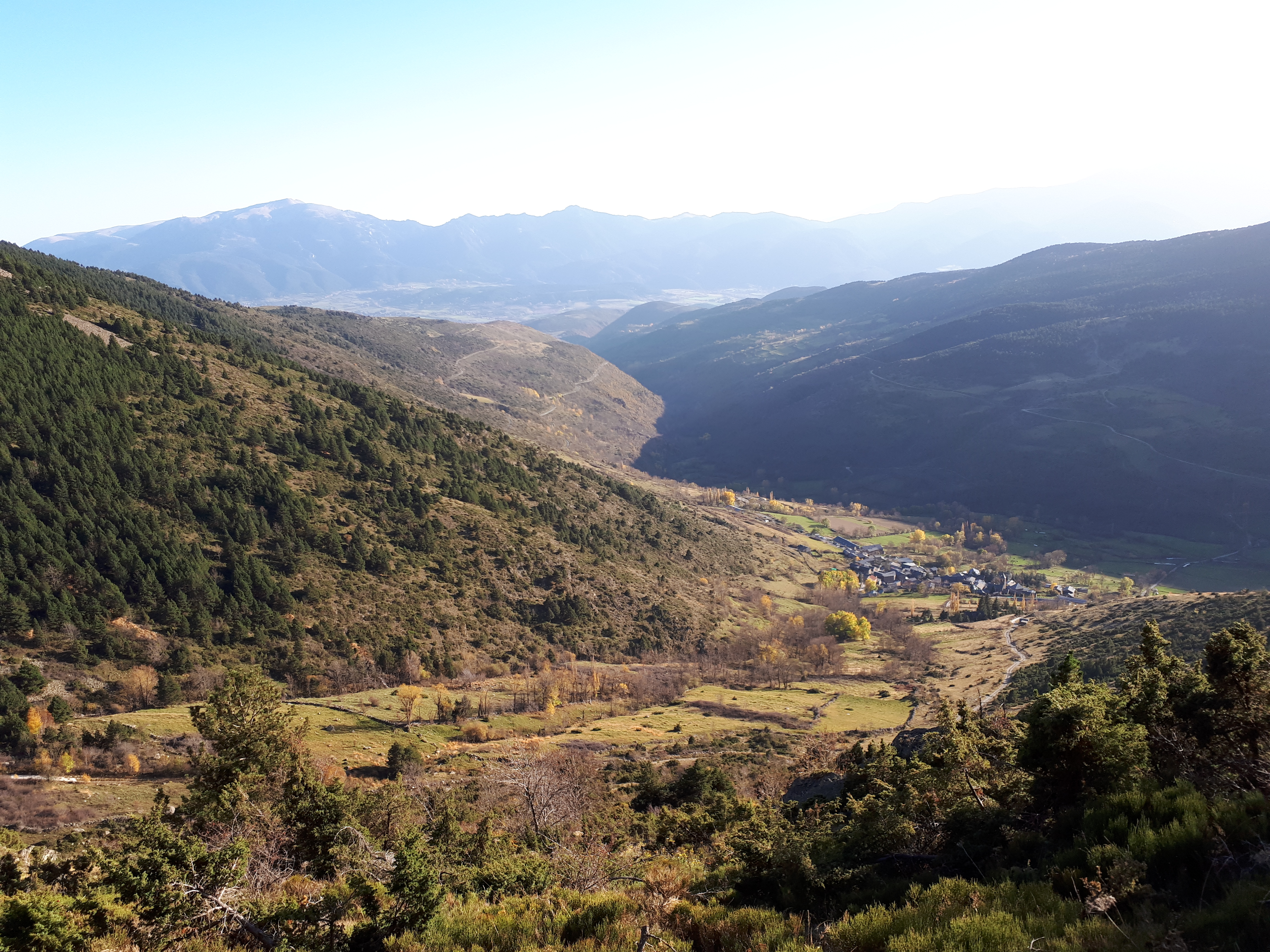
Le village de Meranges, Vall Tova, Cerdagne.
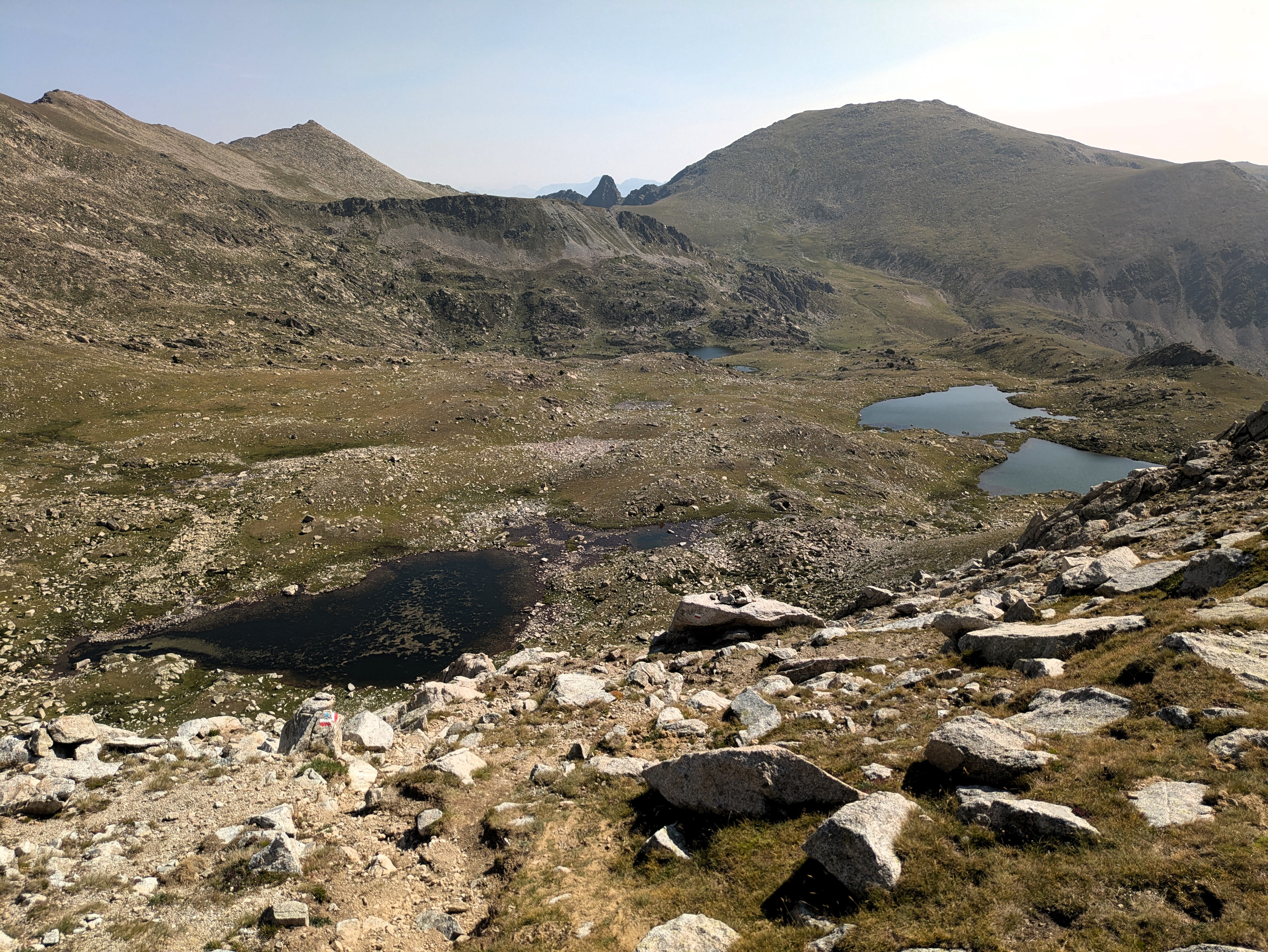
Les lacs d'Engorgs et, au-delà, Puig Pedrós.

### Communes limitrophes
|                  | Porta (France)      |     |
| Lles de Cerdanya | Meranges            | Ger |
|                  | Bellver de Cerdanya |     |